# オールバニ (防護巡洋艦)
|          |                                                                                               |
| 艦歴     |                                                                                               |
| 発注     |                                                                                               |
| 起工     | 1898年                                                                                        |
| 進水     | 1899年2月                                                                                     |
| 就役     | 1900年5月29日                                                                                 |
| 退役     | 1922年10月10日                                                                                |
| その後   | 1930年にスクラップとして廃棄                                                                  |
| 除籍     | 1929年11月3日                                                                                 |
| 性能諸元 |                                                                                               |
| 排水量   | 3,340トン                                                                                     |
| 全長     | 354 ft 9? in (108.1 m)                                                                        |
| 全幅     | 43 ft 9 in (13.3 m)                                                                           |
| 吃水     | 17 ft 6 in (5.3 m)                                                                            |
| 機関     |                                                                                               |
| 最大速   | 20.52ノット (38 km/h)                                                                         |
| 乗員     | 士官、兵員353名                                                                               |
| 兵装     | 6インチ砲6門、 4.7インチ砲4門、 6ポンド砲10門、 1ポンド砲4門、 機銃4基、18インチ魚雷発射管3門 |

オールバニ (USS Albany, PG-36/CL-23) は、アメリカ海軍の防護巡洋艦。ニューオーリンズ級防護巡洋艦の2番艦。艦名はニューヨーク州オールバニに因む。その名を持つ艦としては3隻目。

## 艦歴
オールバニは1898年にブラジル海軍の発注した防護巡洋艦アルミランテ・アブルー (Almirante Abreu) として、ニューカッスル・アポン・タインのアームストロング・ホイットワース社で起工した。建造途中の1898年3月16日にアメリカ海軍によって購入される。1899年2月にジョン・C・コルウェル夫人（海軍駐在武官の妻）によって命名、進水し、1900年5月29日にタイン川で艦長ジョセフ・E・クレイグ大佐の指揮下就役した。
1900年6月26日にオールバニはフィリピンへ向けて出航、米比戦争での作戦活動に入る。ジブラルタル、地中海、スエズ運河およびインド洋を経由して、11月22日にフィリピンのカヴィテに到着した。続く7ヶ月間をアジア艦隊に所属して活動する。任務の期間中、オールバニは1900年12月28日から1901年2月17日まで香港で乾ドック入りし修理が行われた。
1901年7月3日、オールバニはカヴィテを出航しヨーロッパステーションに戻る。処女航海の航路を引き返し、オールバニは9月初めにスエズ運河を通過、9月15日に地中海入りした。
続く9ヶ月にわたってオールバニは地中海においてギリシャ、フランス、イタリア、スペイン、エジプトの様々な港を訪問した。1902年6月18日に大西洋に入り、フランスのシェルブール、イギリスのサウサンプトンに停泊した後、戦艦イリノイ (USS Illinois, BB-7) および防護巡洋艦シカゴ (USS Chicago) 、サンフランシスコ (USS San Francisco, C-5) と共に7月12日に合流した。オールバニと僚艦は7月20日まで訓練を行い、その後バルト海へ向かう。北ヨーロッパ海域滞在中、オールバニはスウェーデンのストックホルム、ロシアのクロンシュタット、デンマークのコペンハーゲンを訪問した。9月初めにバルト海を出航しプリマスを訪問した後、12日に再び地中海入りした。地中海での2ヶ月に及ぶ任務の後、11月初めに西半球に向けて出航する。同月末に西インド諸島に到着し、年末には戦術演習を行い、1903年1月初めに演習を完了した。1月5日にオールバニはボストンに向かった。
1919年にオールバニはアジア艦隊に再び配属された。当時ボリシェビキと反ボリシェビキ勢力によってロシア内戦が生じ、各国軍隊がロシア各地の港に派遣されていた。アメリカ合衆国はシベリアのウラジオストクに地上軍を派遣し、日本軍の動静を窺うと共に、チェコ軍団を救助するため同港の安全を確保し、シベリア鉄道を通過した。1919年から1920年初めにかけてオールバニはウラジオストクのアメリカ軍支援のため何度かの巡航を行った。さらに武装した陸上部隊を上陸させ、傷病兵の撤退にも貢献した。
アメリカ軍は1920年春に撤退し、オールバニはアジア艦隊での平時任務を再開した。任務は夏季に中国で、冬季はフィリピンで行われた。オールバニは1920年7月17日に PG-36 （砲艦）に指定され、1921年8月8日には CL-23 （軽巡洋艦）に再指定される。1922年7月、中国海域を離れ帰国の途に就く。8月6日にメア・アイランド海軍造船所に到着し、10月10日に予備役となる。その後メア・アイランドに係留され、1929年11月3日に除籍された。1925年4月1日、4.7インチ砲5番が合衆国政府からイリノイ州ケーン郡に寄贈され、現在ジェネヴァのケーン郡庁舎に展示されている。オールバニは1930年2月11日にスクラップとして売却された。